# Paul Reclus (chirurgien)
Ne doit pas être confondu avec son neveu, Paul Reclus, né en 1858.
Pour les personnalités portant le même patronyme, voir Reclus.

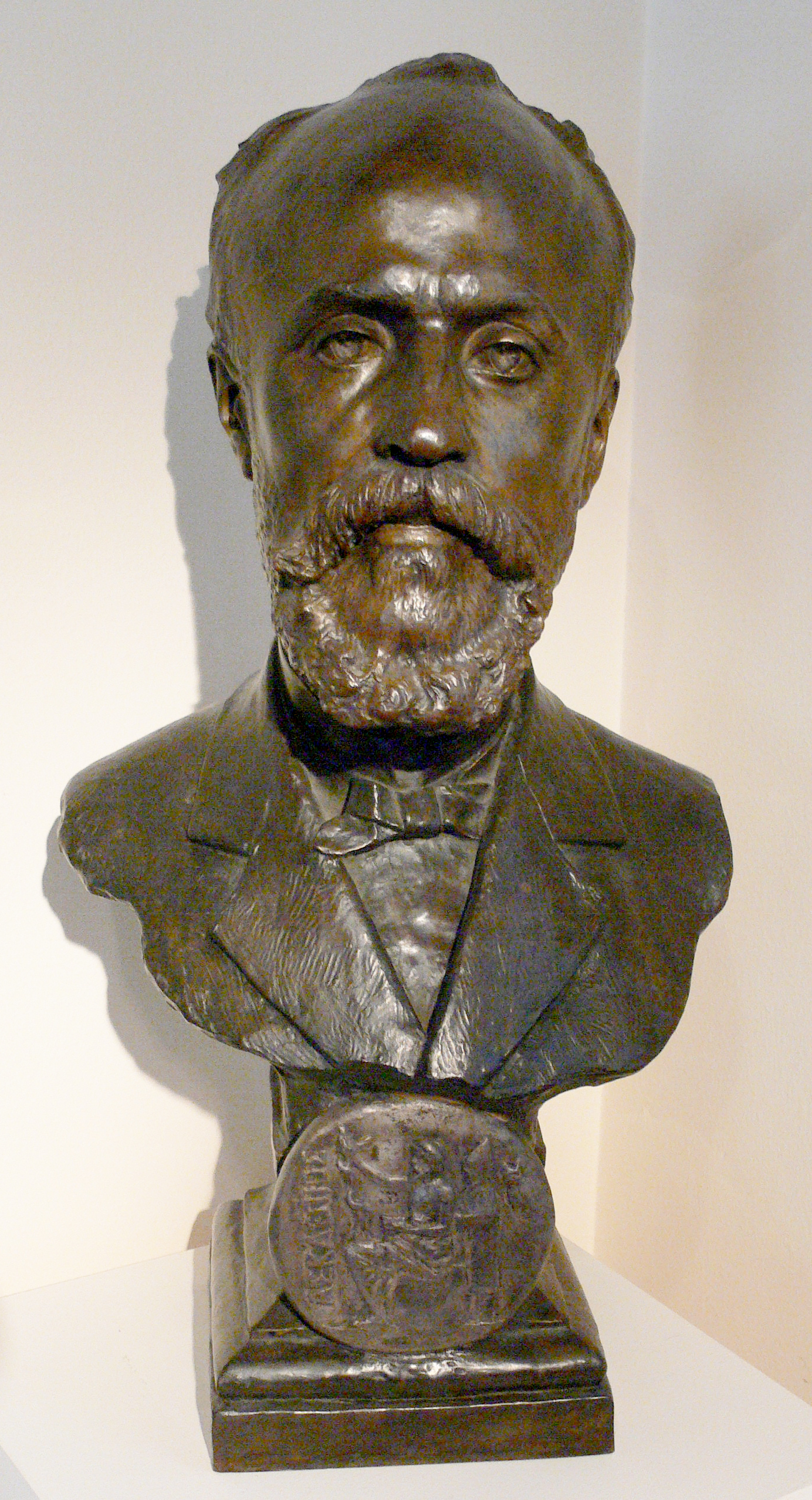
Buste de Paul Reclus par Gérôme.
Musée Jean-Léon Gérôme, Vesoul.

Paul Reclus est un chirurgien français, né à Orthez (Basses-Pyrénées) le 7 mars 1847 et mort à Paris le 29 juillet 1914.

## Biographie

### Famille
Paul Reclus est le fils de Jacques et Zéline Reclus, et frère d'Élie, Élisée, Onésime et Armand Reclus.
Un de ses neveux est Maurice Reclus.
Il est le cousin germain de Pauline Kergomard née Reclus, fondatrice des écoles maternelles en France.
C'est un grand ami de Charles Péguy.

### Études et carrière
Il effectue ses études secondaires à Nîmes et sa médecine à Paris. En 1868 il est externe des hôpitaux.
Engagé volontaire, Paul Reclus participe à la guerre de 1870 comme chirurgien de campagne, puis à la Commune de Paris, comme chirurgien du bataillon dans lequel combat son frère Élisée, à la capture duquel il assiste au cours de la bataille de Châtillon.
Il est interne des hôpitaux de 1871, docteur en 1876, et reçu premier au concours d'agrégation de chirurgie en 1880. En 1886, il est le remplaçant d'Alfred Richet pour ses cours à l'Hotel-Dieu. 
En 1887, nommé chirurgien des hôpitaux, il est en poste à Bicêtre, puis à Tenon (1888), Broussais (1889), La Pitié (1893), et Laennec (1897).
En 1904, il est le successeur de Paul Tillaux à la chaire de clinique chirurgicale de la Charité (troisième chaire).
En 1908, il est le successeur d'Auguste Le Dentu à la chaire de clinique chirurgicale de l'Hôtel-Dieu (première chaire).

### Opinions
De religion protestante, Paul Reclus est anarchiste en politique, et franc-maçon membre de la loge les Élus d'Iram.
Maire du village d'Orion dans les Basses-Pyrénées, il représente le canton de Salies-de-Béarn au conseil général de ce département de 1897 à sa mort en 1914.

## Travaux
En 1886, Paul Reclus montre l'intérêt de l'usage de la cocaïne comme anesthésique local (injection sous-cutanée). Il inaugure, en 1904, l'emploi de son premier substitut de synthèse, la stovaïne, mis au point par Ernest Fourneau. 
Il reste connu pour sa description d'une mastopathie kystique diffuse en 1883, appelée également maladie de Reclus.
Autres éponymes :
- Anesthésie de Reclus : anesthésie locale par infiltrations successives des différents plans anatomiques au fur et à mesure de l'intervention.
- Appareil de Forgue et Reclus : plâtre pour fracture de la clavicule.
- Opération de Mayld-Reclus : technique pour la création d'un anus artificiel au niveau du colon sigmoïde.
- Opération de Reclus et Mocquot : Autre technique d'anus artificiel iliaque gauche.
- Pommade antiseptique de Reclus : composée, entre autres, de vaseline, d'alcool, d'iode, de mercure, de phénol et d'acide borique.

## Publications
- Notice sur Paul Broca, Baillère, 1880.
- De la syphilis du testicule, Paris, Masson, 1882.
- Clinique et critique chirurgicales, Paris, Masson, 1884.
- Cliniques chirurgicales de l'Hôtel-Dieu, Masson, 1888.
- Traité de chirurgie (dir., av. Simon Duplay), Masson, 1890.
- Traité de thérapeutique chirurgicale (av. Émile Forgue[5]), Masson, 1892.
- Inflammations, traumatismes, maladies virulentes, Masson, 1894.
- Cliniques chirurgicales de la Pitié, Masson, 1894.
- La Cocaïne en chirurgie, Paris, Masson, 1895.
- Manuel de pathologie externe, T. I : « Maladies communes à tous les tissus – Maladies des tissus », Masson, 1902.
- L'Anesthésie localisée par la cocaïne, Masson 1903.
- Nouvelle pratique médicochirurgicale illustrée (dir., av. Édouard Brissaud et Adolphe Pinard), Paris, Masson, 1911-1912.

## Honneurs et distinctions
- Secrétaire général de la Société de chirurgie.
- Membre de la Société d'anatomie.
- Prix Godard en 1882.
- Membre de l'Académie de médecine (1895).
- Prix Montyon en 1900.
- Commandeur de la Légion d'honneur en 1913[2].

## Hommages

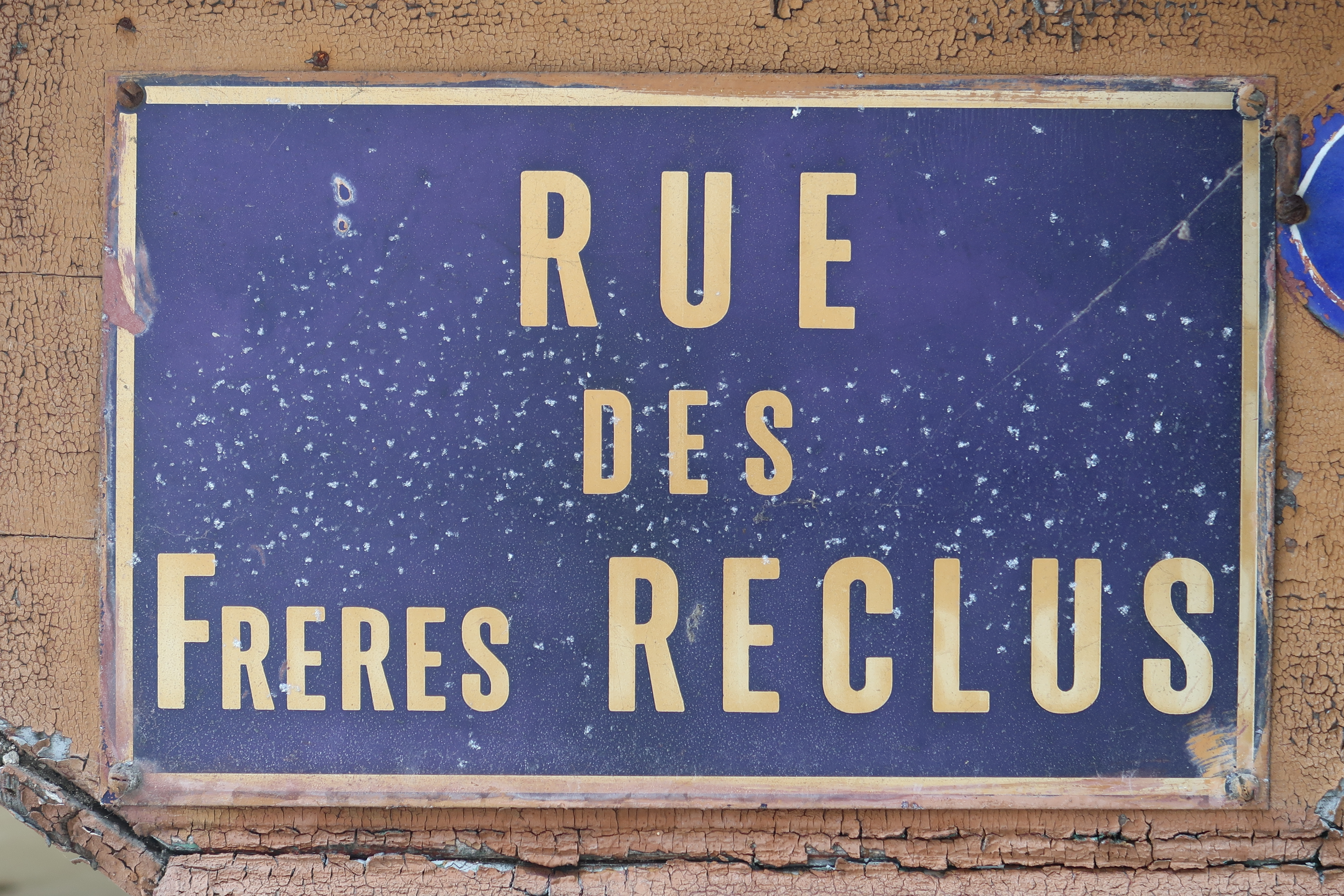
Plaque de la rue des Frères-Reclus à Sainte-Foy-la-Grande.

- Rue Paul-Reclus à Domme (Dordogne).
- Rue des Frères-Reclus à :
  - Capdenac-Gare (Aveyron),
  - Choisy-le-Roi (Val-de-Marne),
  - Le Fleix (Dordogne),
  - Orthez (Pyrénées-Atlantiques),
  - Sainte-Foy-la-Grande (Gironde).

### Médias
- Gérard Fauconnier, Le génie des frères Reclus, conférence à la Médiathèque André Labarrère, Pau, 16 février 2012, voir en ligne.
- Document audio de 45 min. : Paul Reclus, un médecin humaniste, de Gérard Fauconnier pour l’émission médicale « Matières à penser » série « Les défis de la médecine », dirigée et animée par René Frydman — France culture, mars 2020, https://www.franceculture.fr/emissions/matieres-a-penser.